# BMW F 700 GS
Die BMW F 700 GS ist ein Motorrad der Kategorie Straßenenduro des deutschen Herstellers BMW.

## Historie
Die BMW F 700 GS wurde im Jahr 2012 auf den BMW Motorrad Days in Garmisch-Partenkirchen vorgestellt und löste die BMW F 650 GS im Jahr 2013 ab. Die Maschine wurde im BMW-Motorradwerk in Berlin-Spandau gefertigt. Sie ist mit einem wassergekühlten Zweizylinder-Viertakt-Reihenmotor ausgestattet, welcher aus 798 cm³ Hubraum eine Nennleistung von 75 PS erzeugt. Der Benzinverbrauch beträgt bei Konstantfahrgeschwindigkeit von 90 km/h 3,9 und bei 120 km/h 5,1 Liter Superbenzin bleifrei mit 95 Oktan. Der Verbrauch nach WMTC beträgt 4,3L mit selbem Kraftstoff. Der Kraftstofftank der F 700 GS fasst 16 Liter, von denen 2,7 Liter Reserve sind. Die GS ist mit Aluminium-Gussrädern ausgestattet, vorne mit 19 und hinten mit 17 Zoll. Für eine Enduro ist die Sitzhöhe sehr gering.
Das Präfix „F“ steht, wie bei BMW üblich, für „Fun“ bzw. „Funduro“ und das Suffix GS für Gelände & Straße. Der verantwortliche Designer für die 800er Twins war David Robb. BMW selbst nannte die F 700 GS den „ultimativen Allrounder“.

Leistungsdaten der F700GS im Vergleich

### Unterschiede zur F650 GS

#### Serienausstattung
- Doppelscheibenbremse am Vorderrad
- Zweikanal-ABS
- Rauchgraue Verglasung von Blinkern und LED-Rückleuchte
- Formsprache der Verkleidungsseitenteile
- Neue Zifferblätter für Tachometer und Drehzahlmesser sowie erweiterter Informationsumfang
- Neue Lenkerklemmung
- Neue Lenkerschaltereinheiten
- Bremsflüssigkeitsbehälter vorn
- Neue metallic Farben (Red apple, Ostragrau matt und Glacier silber)
- Neues Handrad zur Einstellung des Federbeins

#### Sonderausstattungen
- Elektronische Fahrwerksanpassung (ESA)
- Automatische Stabilitätskontrolle (ASC)
- Tieferlegung samt niedriger Sitzbank
- Hauptständer
- Komfortsitzbank
- Kofferhalter für Variokoffer
- Leistungsreduzierung auf 35 kW (48 PS)
- Komfortpaket (Bordcomputer, Heizgriffe, Kofferhalter, Hauptständer)
- Sicherheitspaket (ESA, ASC, Reifendruck-Kontrolle RDC)
- Leistungszuwachs von 71 auf 75 PS
- Neuer Windschild[5]

### Unterschiede zur F800GS
- 10 PS weniger
- konventionelle Telegabel statt USD-Teleskopgabel
- Gasdruck- statt WAD-Federbein (wegabhängige Dämpfung)
- Gussräder statt Speichenräder
- 19- statt 21-Zoll-Vorderrad
- Stahl- statt Alulenker
- niedrigere Sitzhöhe
- 5 kg weniger Gewicht

### Modellcodes
Die allgemeine Typbezeichnung der F 700 GS lautet K70. Der Modellcode 0B01 bzw. 0B11 gilt für Maschinen vom Baujahr 06/2012 bis 08/2016. Alle K70 Modelle ab 08/2016 tragen die Codes 0B06 bzw. 0B16.

### Modellpflege 2017 (Euro4)
Im Modelljahr 2017 (ab 08/2016) wurde ein kleines Facelift durchgeführt, um die Einführung der Abgasnorm Euro4 Rechnung zu tragen. Die wesentlichen Unterschiede sind:
- Anpassung der Abgasanlage (Endschalldämpfer in Edelstahl), zur Einhaltung Geräuschvorschrift R41-4
- Einführung E-Gas (neue Ansprechverhalten/Fahrmodi Rain, Road und Enduro)
- Neue Instrumentenkombination (Ganganzeige ist nach links gewandert für die neuen Fahrmodis, zusätzlich MIL-Licht aufgrund Euro4, neue Ziffernblätter)
- Seitenreflektoren an Stoßdämpferrohren vorne

### Lackierungen
Quelle:

## Verkaufszahlen
| Jahr | Platz  | Zulassungen |
| ---- | ------ | ----------- |
| 2017 | 17 (6) | 1.298 (269) |
| 2016 | 16 (6) | 1.493 (317) |
| 2015 | 14 (6) | 1.351 (307) |
| 2014 | 12 (6) | 1.405 (308) |
| 2013 | 5 (3)  | 1.601 (354) |

Die Werte in Klammern zeigen die Zahlen der weiblichen Halter.

## Technische Daten
| Motor                      | Motor |
| -------------------------- | --- |
| Bauart                     | Zweizylinder-Viertakt-Reihenmotor                                                                            |
| Kupplung / Getriebe        | Mehrscheiben-Ölbadkupplung, 6-Gang-Getriebe                                                                  |
| Kraftübertragung           | Kettenantrieb mit Ruckdämpfung in Hinterradnabe                                                              |
| Leistung                   | 55 kW (75 PS) bei 7.000 min                                                                                  |
| Max. Drehmoment            | 77 Nm bei 5.500 min                                                                                          |
| Verdichtungsverhältnis     | 12,0:1 |
| Gemischaufbereitung        | elektronische Einspritzung                                                                                   |
| Übersetzung                | Ritzel 17 Zähne – Kettenrad 42 Zähne                                                                         |
| Fahrleistungen & Verbrauch | |
| Höchstgeschwindigkeit      | 192 km/h |
| Verbrauch                  | 3,9 (konst. 90 km/h) und 5,1 l (konst. 120 km/h) Superbenzin bleifrei mit 95 Oktan                           |
| Beschleunigung 0–100 km/h  | 4,3 s |
| Durchzug 60–100 km/h       | 4,6 s |
| Fahrwerk & Bremsen         | |
| Fahrgestell                | Gitterrohr                                                                                                   |
| Federung / Dämpfung vorn   | Teleskopgabel, Standrohrdurchmesser 41 mm                                                                    |
| Federweg vorn              | 170 mm |
| Federung / Dämpfung hinten | direkt angelenktes Zentralfederbein, Federbasis hydraulisch einstellbar, Zugstufendämpfung einstellbar       |
| Federweg hinten            | 170 mm |
| Bremse (vorn)              | Zweischeibenbremse, Durchmesser 300 mm, 2-Kolben-Schwimmsattel, ABS                                          |
| Bremse (hinten)            | Einscheibenbremse, Durchmesser 265 mm, Ein-Kolben-Schwimmsattel, ABS                                         |
| Bereifung (vorn)           | 19 Zoll Aluminium Gussrad – Reifen 110/80-19                                                                 |
| Bereifung (hinten)         | 17 Zoll Aluminium Gussrad – Reifen 140/80-17                                                                 |
| Maße & Gewichte            | |
| Leergewicht (90 % getankt) | 209 kg |
| Sitzhöhe                   | 820 mm (Rallysitzbank: 860 mm, Komfortsitzbank: 835 mm, niedrige Sitzbank: 790 mm, mit Tieferlegung: 765 mm) |
| Tankinhalt                 | 16,0 l (Reserve: 2,7 l)                                                                                      |
| Motoröl & Service          | |
| Viskositätsklasse          | SAE 15-W-50                                                                                                  |
| Spezifikation / Freigabe   | API SJ / JASO MA2                                                                                            |
| Füllmenge                  | 2,9 l |
| Ölablassschraube           | M24x2 (10 mm, Innensechskant)                                                                                |
| Serviceintervall           | alle 10.000 km                                                                                               |

## Militärische Nutzung
Die Schweizer Armee hat das Modell BMW F 700 GS Military 2017 als Nachfolger des bisherigen Militärmotorrades BMW F 650 GS eingeführt.

## Dokumente
- Bedienungsanleitung F700GS – 08.2015, 4. Auflage